# Réserve intégrale Sky Lakes
La réserve intégrale Sky Lakes (anglais : Sky Lakes Wilderness) est une zone restée à l'état sauvage et protégée dans le sud de la Chaîne des Cascades, dans l'Oregon (États-Unis).
Elle s'étend sur les forêts nationales de Rogue River-Siskiyou et de Winema, sur 470,6 km2.